# Odă (în metru antic)
„Odă (în metru antic)” este o poezie lirică scrisă de Mihai Eminescu. Primul său vers, „Nu credeam să-nvăț a muri vreodată” este considerat de majoritatea eminescologilor drept cel mai poetic din întreaga literatură română. 